# Maria Grazia Schiavo
Maria Grazia Schiavo – włoska sopranistka, specjalizująca się w muzyce barokowej.
Urodzona w Neapolu, ukończyła Conservatorio San Pietro a Majella w tym mieście. Jest laureatką wielu konkursów, w tym Accademia di Santa Cecilia w Rzymie i Clermont Ferrand International Singing Competition. Debiutowała w głównej roli w La Gatta Cenerentola Roberta De Simonego.
Współpracowała z takimi zespołami jak Cappella della Pietà de’ Turchini, Europa Galante, Les Talents Lyriques, Al Arye Espagñol, Concerto Italiano, Accademia Bizantina, La Risonanza czy I Suonatori de la Gioiosa Marca. Wśród swoich dokonań ma współpracę z takimi artystami jak Fabio Biondi, Antonio Florio, Ottavio Dantone, Jordi Savall, Rinaldo Alessandrini, Christophe Rousset, Eduardo Lopez Banzo, William Christie czy Riccardo Muti.
Koncertowała na deskach całego świata, w tym kilkukrotnie w Polsce, m.in. 9 kwietnia 2009 w Kościele św. Franciszka w Krakowie podczas festiwalu Misteria Paschalia (w repertuarze Giovanniego Battisty Pergolesiego, Francesco Durante i Leonarda Leo w towarzystwie zespołu I Sonatori de la Gioiosa Marca) czy dwukrotnie w Teatrze im. Słowackiego w Krakowie w ramach festiwalu Opera Rara (18 grudnia 2009 jako Almirena w operze Georga Friedricha Händla Rinaldo i 4 marca 2010 w roli Morasto w operze Antonia Vivaldiego Wierna nimfa).

## Dyskografia

### CD
- Francesco Cavalli: Statira, Principessa di Persia. Wydawnictwo: Opus 111. Wykonawcy: Giuseppe Naviglio, Dionisia di Vico, Maria Ercolano, Maria Grazia Schiavo, Roberta Andalo, Roberta Invernizzi, Valentina Varriale, Giuseppe De Vittorio, Rosario Totaro, Stefano Di Fraja, Capella della Pietà de’ Turchini, Cappella de’ Turchini, Antonio Florio. Data wydania: 20 stycznia 2004
- Giovanni Battista Pergolesi, Nicola Porpora: Stabat Mater, Salve Regina. Wydawnictwo: Eloquentia. Wykonawcy: Maria Grazia Schiavo, Stephanie d'Oustrac, La Capella de'Turchini, Antonio Florio. Data wydania: 9 stycznia 2005
- Georg Friedrich Händel: Le Cantate Italiane di Handel. Vol. 4. Aminta e Filide (Roma 1707-1708). HWV 83 i 92. Wydawnictwo: Glossa. Wykonawcy: Fabio Bonizzoni (dyrygent), La Risonanza (zespół), Maria Grazia Schiavo (sopran), Nuria Rial (sopran). Data wydania: 29 września 2008
- Baldassare Galuppi, Johann Adolf Hasse, Nicola Porpora: La Grazie Veneziane. Wydawnictwo Carus. Wykonawcy: Jose Maria Lo Monaco (alt), Dresden Vocal Concert (chór), Peter Kopp (dyrygent), Dresden Instrumental Concert (zespół), Emanuela Galli (sopran), Maria Grazia Schiavo (sopran)
- Giovanni Paisiello: Pulcinella vendicato. Wydawnictwo: Opus 111. Wykonawcy: Giuseppe Naviglio (baryton), Antonio Florio (dyrygent), Cappella de' Turchini (zespół), Maria Ercolano (sopran), Maria Grazia Schiavo (sopran), Roberta Andalo (sopran), Roberta Invernizzi (sopran) Giuseppre de Vittorio (tenor), Rosario Totaro (tenor), Stefano di Fraia (tenor)
- Domènech Terradellas: Furor. Wydawnictwo: Fuga Libera. Wykonawcy: Maria Grazia Schiavo, Dolce & Tempesta Ensemble, Stefano Demicheli. Data wydania: 25 maja 2009
- Claudio Monteverdi: Orfeusz. Wydawnictwo: Dynamic. Wykonawcy: Dietrich Henschel, Maria Grazia Schiavo, Sonia Prina, Les Arts Florissants, William Christie. Data wydania: 29 czerwca 2009
- Pietro Antonio Cesti: Le disgrazie d'Amore. Wydawnictwo: Hyperion. Wykonawcy: Furio Zanasi, Maria Grazia Schiavo, Cristiana Arcari, Auser Musici, Carlo Ipata. Data wydania: 4 stycznia 2010

### DVD
- Francesco Cavalli: La Didone. Wykonawcy: Roberto Abbondanza, Filippo Morace, Manuela Custer, Marina de Liso, Maria Grazia Schiavo, Claron McFadden, Isabel Alvarez, Donatella Lombardi, Magnus Staveland, Antonio Lozano, Gian Luca Zoccatelli, Europa Galante, Fabio Biondi. Data wydania: 25 września 2007
- Leonardo Leo: L' Alidoro. Wydawnictwo: Dynamic. Wykonawcy: Filippo Morace, Maria Grazia Schiavo, Maria Ercolano, Valentina Varriale, Francesca Russo Ermolli. Data wydania: 29 lipca 2008
- Claudio Monteverdi: Orfeusz. Wykonawcy: Dietrich Henschel, Maria Grazia Schiavo, Sonia Prina, Les Arts Florissants, William Christie. Data wydania: 30 czerwca 2009